# Ognjena ekipa
Ognjena ekipa (angleško Fire Team) je najmanjša taktična vojaška enota, ki je po navadi sestavljena iz 3-12 vojakov.
Včasih se uporablja tudi izraz bojna skupina, ki pa označuje tudi večjo ad hoc enoto.

## Primer organizacije
Ognjena skupina Odreda za specialno delovanje SV je sestavljena iz 10 pripadnikov:
- poveljnika (častnik)
- namestnika poveljnika/podčastnik vojaška enota/obveščevalec (podčastnik)
- specialista za oborožitev in taktiko (podčastnik)
- specialista za oborožitev in taktiko (podčastnik)
- specialista za rušenje (podčastnik)
- specialista za rušenje (podčastnik)
- specialista za saniteto (podčastnik)
- specialista za saniteto (podčastnik)
- specialista za telekomunikacije (podčastnik)
- specialista za telekomunikacije (podčastnik)